# Arnulf Freiherr von Eyb

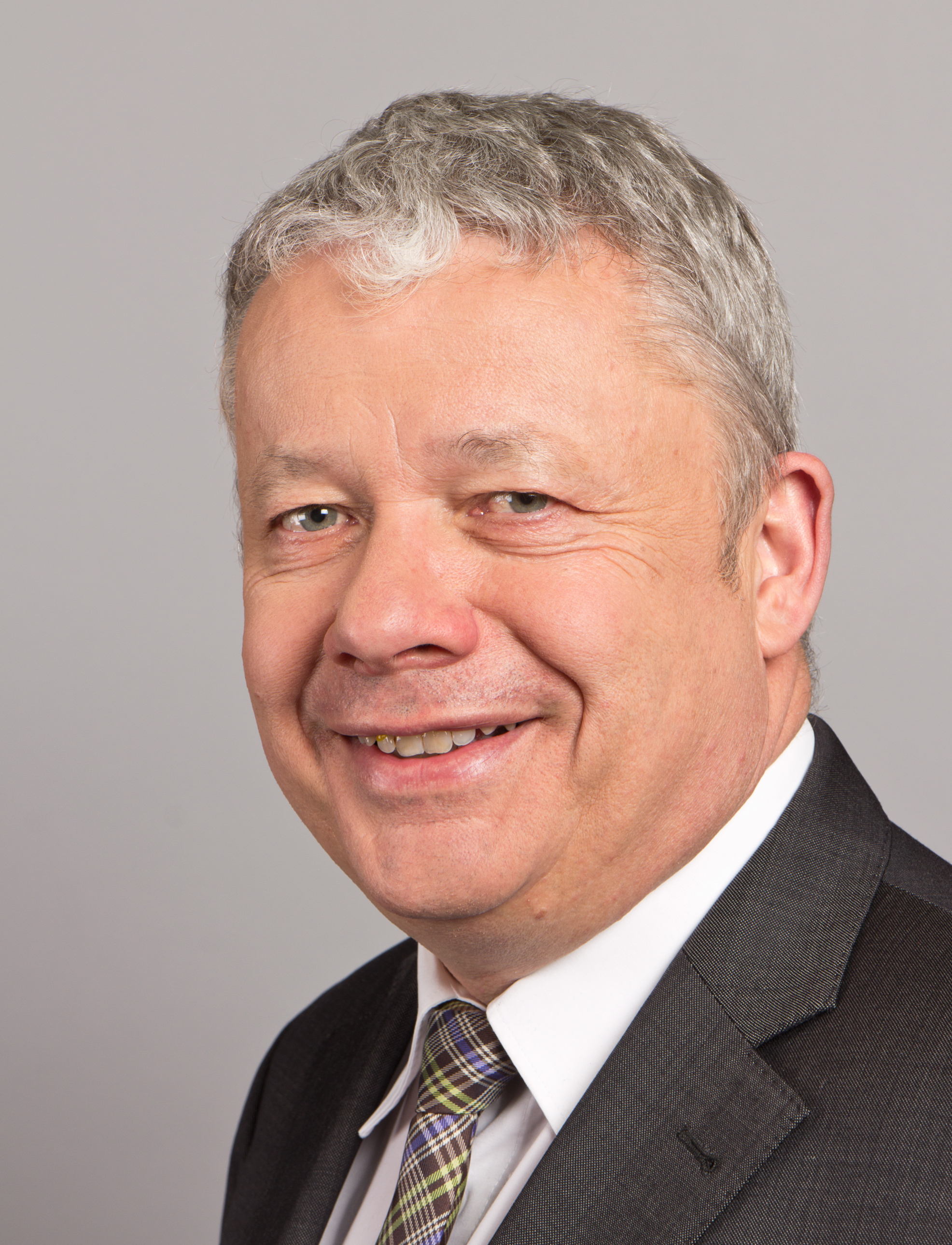
Arnulf Freiherr von Eyb, 2013

Arnulf Freiherr von Eyb (* 10. Februar 1955 in Heidelberg) ist ein deutscher Politiker der CDU. Seit 2011 ist er Mitglied des Landtags von Baden-Württemberg.

## Ausbildung und Beruf
Arnulf Freiherr von Eyb besuchte nach dem Schulabschluss der mittleren Reife auf der Realschule Schloss Schwarzenberg die Fachoberschule in Aschaffenburg. Nachdem er sich zwei Jahre als Soldat auf Zeit bei der Bundeswehr verpflichtet hatte und dabei zum Reserveoffizier der Luftwaffe (Oberstleutnant d. R.) ausgebildet wurde,  studierte er Betriebswirtschaftslehre in Nürnberg und Frankfurt am Main und erreichte das Diplom zum Betriebswirt. Es folgte ein Studium der Rechtswissenschaften in Heidelberg und die Aufnahme in die Begabtenförderung der Konrad-Adenauer-Stiftung. Nach einem Referendariat am Landgericht Heilbronn wurde von Eyb 1990 Rechtsanwalt, ein Jahr später machte er sich selbständig, seit 2001 ist er Fachanwalt für Arbeitsrecht.

## Politische Tätigkeit
Während seines Studiums in Frankfurt war Arnulf Freiherr von Eyb Vorsitzender des Rings Christlich-Demokratischer Studenten (RCDS) an der Fachhochschule Frankfurt. Am 1. April 1990 trat er der CDU bei. Seit 2010 ist er Vorsitzender des CDU-Kreisverbands Hohenlohe. Zudem ist er stellvertretender Bezirksvorsitzender der CDU Nordwürttemberg. Freiherr von Eyb gehört dem Vorstand des Wirtschaftsrates der CDU in der Sektion Schwäbisch Hall/Hohenlohe, dem Vorstand der Mittelstands- und Wirtschaftsvereinigung der CDU Hohenlohe und dem Gemeindeverband der CDU Dörzbach an.
Bei der Landtagswahl am 27. März 2011 wurde er in den Landtag von Baden-Württemberg gewählt. Dabei gewann er das Direktmandat im Landtagswahlkreis Hohenlohe. Bei der Landtagswahl 2016 konnte er sein Direktmandat mit knapp einem Prozent Vorsprung gegenüber der grünen Kandidatin Catherine Kern verteidigen. Von Eyb ist Mitglied im Ständigen Ausschuss, im Parlamentarischen Kontrollgremium, sowie im Ausschuss für Ernährung, Ländlichen Raum und Verbraucherschutz.
Bei der Landtagswahl 2021 verlor er das Direktmandat an Catherine Kern (Grüne), konnte jedoch über ein Zweitmandat erneut in den Landtag einziehen. Bei der Landtagswahl 2026 tritt er nicht erneut an.

## Sonstige Mitgliedschaften, Ämter und Ehrungen
Freiherr von Eyb ist Oberstleutnant der Reserve bei der Bundeswehr.
Er ist Mitveranstalter der Schubertiade Schloss Eyb, Mitbegründer der Akademie Schloss Eyb und des Treffpunkts Personal und Recht sowie Lehrbeauftragter an der Hochschule Heilbronn. Er engagiert sich in diversen Vereinen.

## Familie und Privates
Freiherr von Eyb gehört dem Adelsgeschlecht der Herren von Eyb an. Er ist seit 1990 mit Cornelia Freifrau von Eyb verheiratet, die ebenfalls Rechtsanwältin ist. Er ist evangelisch und lebt auf Schloss Eyb in Dörzbach.